# فرد ويتمان
فرد ويتمان هو سياسي كندي، ولد في 9 مارس 1896 في نوفا سكوشا في كندا، وتوفي في 21 ديسمبر 1974. حزبياً، نشط في الحزب الليبرالي الكندي. وقد انتخب عضو مجلس العموم الكندي.